# Welzbach (Main)
Der Welzbach ist ein etwa 15 km langer linker Zufluss des Mains in Südosthessen und Nordwestbayern.

## Name
Der Bach trägt trotz seiner geringen Länge wechselnde Namen – so wird er in Radheim, Mosbach und Pflaumheim Pflaumbach, in Wenigumstadt Mühlbach und ab Großostheim Welzbach genannt. Der Welzbach ist Namensgeber für mehrere Straßen in der Region, eine Sporthalle in Großostheim, sowie die Blasmusikkapelle Die Welzbachmusikanten.

## Geografie

### Verlauf

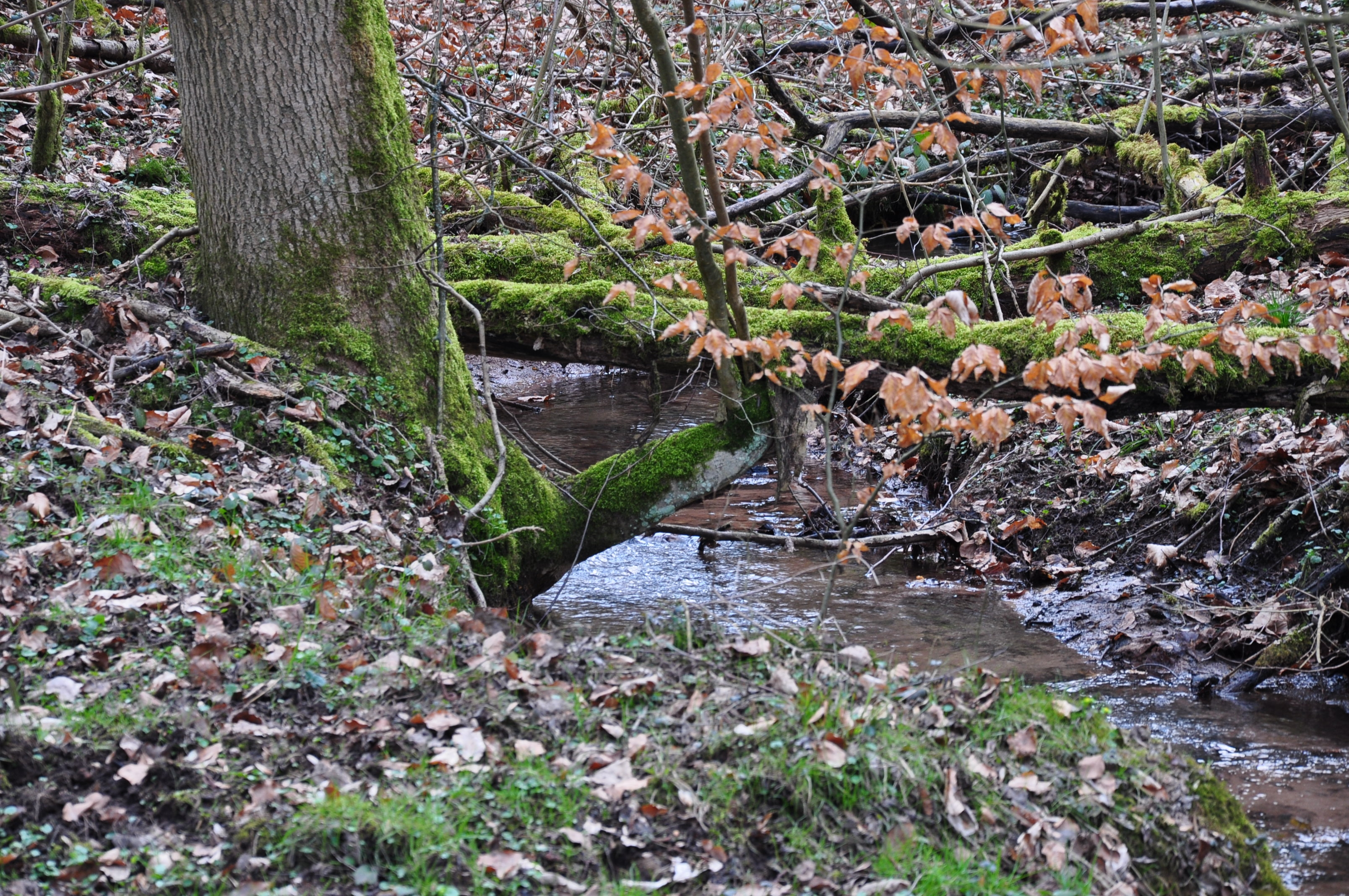
Der hier noch Pflaumbach genannte Welzbach im Radheimer Wald

Die Welzbach-Quelle liegt in der Klein-Umstädter Gemarkung östlich und südöstlich des Binselberges und der dortigen Windkraftanlagen an den nordöstlichen Ausläufern des Odenwalds. Der Bach fließt nordöstlich über den Schaafheimer Ortsteil Radheim und durch den Bachgau ab, in dessen Zentrum der Markt Großostheim liegt. An der dortigen Bachstraße floss der Welzbach früher oberirdisch entlang. 1932 wurde er dort kanalisiert, in den späten 1960er Jahren wurde er im Zuge des Baus der Großostheimer Kläranlage in einen neu gebauten Kanal am Wildgraben umgeleitet. Der Kanal in der Bachstraße dient seither nur noch als Abwasserkanal.
Floss der Welzbach früher am Nordrand der Niedernberger Gemarkung in den Main wurde er im Zuge der Einrichtung des Landschaftsparks Schönbusch ab 1775 in diesen umgeleitet und mündet nun im Westen von Aschaffenburg (Stadtteil Leider) im Bayernhafen Aschaffenburg in den Main. Jedoch fließt auch jetzt noch ein kleiner Teil des Wassers sowie der komplette Ablauf der hier angeordneten Kläranlage Großostheim an einer Flussbifurkation in den alten Niedernberger Arm, den sogenannten Flutgraben und dann auf alter Trasse zum Fluss. Der Welzbach speist in seinem weiteren Verlauf die Seen im Aschaffenburger Landschaftspark Schönbusch, im Schönbusch selbst ist der Bachlauf in mehrere Fließarme aufgeteilt und wird als landschaftsgestalterisches Element verwendet. Nach der Durchquerung des Landschaftsparkes unterquert der Welzbach in einer langen Verrohrung zunächst die Bundesstraße 26, diese Verrohrung mündet dann direkt in das Hafenbecken II des Bayernhafens Aschaffenburg ein.

### Zuflüsse
- Hebach (links)
- Baumertsgraben (links, zeitweilig trocken)
- Bettgesgraben (rechts, zeitweilig trocken)
- Dürrbach (links, zeitweilig trocken)

### Abflüsse
- Flutgraben (rechts)

## Besondere Ereignisse
Während des Dürresommers 2022 trockneten große Teile des Welzbaches vollständig aus, nachdem es zuvor über lange Zeit nur geringe Niederschläge gegeben hatte.